# André Pereira
 (octobre 2018).
Si vous disposez d'ouvrages ou d'articles de référence ou si vous connaissez des sites web de qualité traitant du thème abordé ici, merci de compléter l'article en donnant les références utiles à sa vérifiabilité et en les liant à la section « Notes et références ».
Pour les articles homonymes, voir Pereira.
André Filipe Ferreira Coelho Pereira, né le 5 mai 1995 à Porto, est un footballeur portugais. Il évolue au poste d'attaquant au Rio Ave FC.

## Carrière
André Pereira rejoint le FC Porto en janvier 2017 en provenance de l'AD Sanjoanense, formation de 3e division portugaise (CNS). Il évolue dans un premier temps avec l'équipe réserve du club (FC Porto B) en Ledman LigaPro. Il inscrit au total 12 buts en 31 matchs de championnat, et quatre buts en quatre matchs lors d'une compétition amicale U23, la Premier League International Cup.
Le 17 novembre 2017, il dispute ses premières minutes sous le maillot principal des Dragons, en entrant en jeu à la 69e minute du match opposant le FC Porto à Portimonense SC en Coupe du Portugal. Il joue à nouveau, une semaine plus tard, quelques minutes en Liga NOS face au CD Aves. Barré par les attaquants Aboubakar, Marega et Tiquinho, il est prêté au Vitória FC en janvier 2018.
Après 5 mois chez les sadinos jugés convaincants par Sérgio Conceição, André Pereira est intégré à l'effectif principal pour la saison 2018-2019. Il est lié contractuellement au FCP jusqu'en 2021.
Le 10 janvier 2020, Pereira est prêté au Real Saragosse.

## Palmarès
- FC Porto
  - Champion du Portugal en 2018
  - Vainqueur de la Supercoupe du Portugal en 2018